# Live… and in Concert from San Francisco
Live… and in Concert from San Francisco — концертний альбом американського блюзового музиканта Отіса Раша, випущений у 2006 році лейблом Blues Express, Inc. 2008 року альбом був номінований на «Греммі».

## Про альбом
Гітарист Отіс Раш тут грає під акомпанемент духових та з ритм-секцією, виконуючи одні з найвідоміших своїх пісень, включаючи «All Your Love (I Miss Loving)» і «I Can't Quit You Baby». Попри те, що він не був настільки відомим як його сучасники Бадді Гай і Фредді Кінг, його еластична техніка гри мала вплив на таких гітаристів кінця 20 століття як Джиммі Пейдж і Ерік Клептон.
2008 року на 50-й церемонії нагородження премії «Греммі» альбом був номінований в категорії «Найкращий альбом традиційного блюзу»).

## Список композицій
1. «I Wonder Why» (Джон Лі Гукер) — 6:54
2. «All Your Love (I Miss Loving)» (Отіс Раш) — 8:13
3. «It's My Own Fault» (Б. Б. Кінг, Жуль Тауб) — 9:51
4. «717» (Отіс Раш) — 5:28
5. «I Can't Quit You Baby» (Віллі Діксон) — 7:38
6. «Feel So Bad» (Віллі Коббс) — 5:52
7. «Got My Mojo Working» (Престон Фостер) — 6:53

## Учасники запису
- Отіс Раш — вокал, гітара
- Віллі Гендерсон — баритон-саксофон, аранжування
- Карл Везерсбі — тенор-саксофон
- Віллі Вудс — тромбон
- Марвін Макфадден — труба
- Лоунлі Фуллер, мол. — бас-гітара
- Лестер Джордан — ударні
- Боббі Мюррей — гітара (7)